# Sociedad Argentina para el Estudio de los Mamíferos
La Sociedad Argentina para el Estudio de los Mamíferos (SAREM) es una organización sin fines de lucro creada en 1983 para la investigación científica, consolidación de colecciones y centros de investigación y la publicación y difusión de investigaciones sobre mamíferos actuales o fósiles. Actualmente cuenta con miembros de varios países, principalmente de Latinoamérica.

## Historia
La Sociedad Argentina para el Estudio de los Mamíferos fue creada en junio de 1983 en una reunión en la Escuela de Medicina de la Universidad de Buenos Aires. En 1985 empezó a organizar reuniones anuales. En 1990 se unió a la Sociedad Americana de Mastozoólogos (American Society of Mammalogists). Desde 1994, SAREM publica con periodicidad semestral la revista científica Mastozoología Neotropical.

## Jornadas Argentinas de Mastozoología
Desde 1985 y de manera anual, la SAREM organiza las Jornadas Argentinas de Mastozoología en diferentes provincias de Argentina, allí se ve reflejada la actividad de los socios de la Sociedad y no socios argentinos o extranjeros, tanto en presentaciones orales como en simposios, talleres o cursos.

## Publicaciones
- Mastozoología Neotropical.